# Ribozyt
Ribozyten (englisch: Ribocytes, auch: Ribocells) sind hypothetische primitive Vorstufen heutiger Lebewesen, die auf Ribonukleinsäure (RNA) basieren und einen zentralen Baustein der RNA-Welt-Hypothese darstellen. Die RNA übernimmt in diesen Lebewesen sowohl die Funktion der Informationsspeicherung, welche in heutigen Organismen von Desoxyribonukleinsäuren (DNA) übernommen wird, als auch die Funktion der Katalyse chemischer Reaktionen, für welche in heutigen Organismen Proteine zuständig sind. Die hypothetische Existenz und die Evolution der Ribozyten kann mit dem Modell der Quasispezies beschrieben werden.

## Eigenschaften
Zu den grundlegenden Eigenschaften, welche eine Existenz von Lebewesen wie Ribozyten ermöglichen, zählen die Befähigung zur Vervielfältigung (Replikation) und Übersetzung (Translation) ihrer Erbinformation sowie das Vorhandensein eines zumindest primitiven Stoffwechsels. Mit der Entdeckung, dass die ribosomale RNA des Wimpertierchens Tetrahymena sich selbst spleißen kann, wurde 1982 erstmals der Nachweis katalytischer Eigenschaften von Ribonukleinsäuren (Ribozyme) erbracht. Darüber hinaus konnten RNA-Moleküle entdeckt werden, die wichtige Bestandteile des Zellstoffwechsels, einschließlich ihrer eigenen Bausteine, produzieren und sogar solche, die zur Replikation befähigt sind. Basierend auf experimentellen Daten mit Ribozymen wird angenommen, dass biochemische Prozesse in Ribozyten deutlich langsamer abliefen als in „modernen“ Zellen.
Eine Abgrenzung gegenüber der Umwelt, wie eine Zellmembran, gilt als eine wichtige Errungenschaft der Ribozyten und als eine Voraussetzung für ihre weitere Evolution. Es wird angenommen, dass zumindest ein Teil der RNA der Ribozyten direkt oder indirekt mit der Zellmembran verbunden war, um elementare Zellfunktionen, wie den Stofftransport durch die Zellmembran und die Zellform zu steuern.

## Weiterentwicklung zur DNA-Welt
Die Organisation der DNA, ihre Replikation und Transkription in RNA, geschieht bei heutigen Lebewesen (zellulären Organismen) stark unterschiedlich. Dabei gibt es zwei Gruppen: Auf der einen Seite stehen die Bakterien, auf der anderen Seite die Archaeen und die (vermutlich aus ihnen hervorgegangenen) Eukaryoten (letztere gekennzeichnet durch einen komplexen Aufbau mit abgegrenztem Zellkern). Diese Unterschiede haben sich zuletzt als so groß herausgestellt, dass inzwischen vermutet wird, beide Gruppen hätten jeweils für sich die Funktion der DNA als Träger der Erbinformation entwickelt. Beim DNA-Genom scheint in der heutigen belebten Welt also keine Homologie zu bestehen, die DNA-Welt wäre damit polyphyletisch. Die primordialen zellulären RNA-Organismen (Ribozyten) könnten die Fähigkeit zur Nutzung von DNA als Träger der Erbinformation mehrfach von (DNA-)Viren erworben haben. Diese Ansicht über den Ablauf des Übergangs von der RNA- in die DNA-Welt wird Out-of-Virus-Hypothese genannt. Die Funktion der Ribosomen beschränkte sich danach jeweils ganz oder weitestgehend auf die Proteinsynthese.